# International Association for Sports and Leisure Facilities
La International Association for Sports and Leisure Facilities (IAKS), Associazione internazionale per gli impianti sportivi e il tempo libero in italiano, è una associazione internazionale no-profit, membro di SportAccord, che si propone di promuovere lo sviluppo degli impianti sportivi e per il tempo libero. Fu fondata a Colonia nel 1965 .